# Ozothamnus leptophyllus
Ozothamnus leptophyllus là một loài thực vật có hoa trong họ Cúc. Loài này được (G.Forst.) Breitw. & J.M.Ward mô tả khoa học đầu tiên năm 1997.